# Eric Kugelberg
Eric Klas Henrik Kugelberg (* 3. Mai 1913 in Stockholm; † 14. Juni 1983) war ein schwedischer Neurologe und Neurophysiologe.

## Leben
Sein Medizinstudium absolvierte er am Karolinska Institutet in Stockholm und arbeitete im Bereich der experimentellen Physiologie im Labor von Ragnar Granit. Seine Arbeit setzte er am Karolinska Institutet fort und gründete die Klinische Neurophysiologie als eigene klinische Instanz in Schweden. Kugelberg war erster Lehrstuhlinhaber für klinische Neurophysiologie am Karlonska Institutet von 1948 bis 1954 und wurde anschließend Leiter der Klinik für Neurologie.
Bekannt geworden ist Kugelberg insbesondere durch die Veröffentlichung seiner Forschungsergebnisse im Bereich der spinalen Muskelatrophie (SMA). Die juvenile Erscheinungsform der Erkrankung, der sogenannte SMA Typ III, ist nach ihm und seiner Kollegin Lisa Welander als Kugelberg-Welander-Syndrom benannt.
Kugelberg war mit Elsa Margareta Högberg verheiratet.

## Veröffentlichungen (Auswahl)
- mit L. Welander: Heredofamilial juvenile muscular atrophy simulating muscular dystrophy. In: A.M.A. archives of neurology and psychiatry. Band 75, Nummer 5, Mai 1956, S. 500–509, doi:10.1001/archneurpsyc.1956.02330230050005, PMID 13312732.
- Självbiografiska anteckningar av Eric K.H. Kugelberg. Kungliga Vetenskapsakademin, Stockholm 1983. (Autobiografie)